# Li Lianying
Li Lianying (ur. 12 listopada 1848 ?, zm. 4 marca 1911), chiński polityk, główny eunuch Zakazanego Miasta w latach 1869–1908. Jeden z głównych współpracowników cesarzowej Cixi.
Na temat pochodzenia Li Lianyinga istnieją rozbieżne wersje, wszystkie zgadzają się jednak co do tego, że jego rodzina była niezamożna (czy wręcz biedna) i że mieszkała na wsi. Jego dziadek miał być kupcem, a ojciec - garbarzem (choć powoływali się na pochodzenie urzędnicze). Do Pekinu trafił, gdy na skutek wypadku okulał i ojciec zabrał go do stolicy (gdzie rodzina miała sklep), by tam szukać pomocy. Doktor, który go leczył, oświadczył, że chłopiec ma niezwykłe zdolności i że winien zostać mnichem lub eunuchem, a rodzice przysięgli, że jeśli wyzdrowieje, to tak się stanie. Inna wersja mówi, że wcześnie osierocony, środki na życie próbował zdobyć trudniąc się przemytem, za co na krótko trafił do więzienia. Po zwolnieniu przeniósł się do Pekinu, gdzie jakiś czas pracował jako pomocnik szewca w warsztacie położonym nieopodal Zakazanego Miasta.
Na dwór cesarski trafił dzięki protekcji eunucha nazwiskiem Shen, znajomego z dzieciństwa. Początkowo został mianowany tragarzem palankinu cesarzowej Cixi, później przeszedł na stanowisko nadwornego fryzjera. Wykazał się dużą kreatywnością i sprawnością w układaniu fryzur zarówno cesarzowej jak i dam dworu. Jednocześnie, dzięki sprytowi i rozwadze, doskonale odnajdywał się w pełnym intryg otoczeniu. Stopniowo zyskał zaufanie wpływowej Mandżurki. Władczyni pozwoliła mu między innymi siedzieć w swojej obecności (za podobne zachowanie, Su Peisheng, ważny eunuch cesarza Kangxi został surowo ukarany).
Podczas pobytu cesarza Xianfenga i jego świty w Rehe był jego masażystą. Miał możliwość obserwowania wszystkich istotnych poczynań wyższych dostojników. Gdy monarcha zmarł na początku 1861, Li włączył się w walkę o władzę po stronie swojej protektorki i doprowadził do przekazania jej oficjalnej pieczęci władcy. Po upadku stronnictwa Su Shuna stał się jednym z najbardziej wpływowych eunuchów na dworze. W 1869 został mianowany głównym eunuchem. Godność tę piastował do śmierci cesarzowej - wdowy w 1908.
Ze względu na ogromne wpływy nazywany "Dziewięciotysiącletnim Panem". Dzięki przemyślanym i starannie dobranym inwestycjom znacząco powiększył osobisty majątek Cixi. Uczestniczył w wyprowadzaniu pieniędzy ze skarbu państwa na budowę jednego z podpekińskich pałaców. Troszczył się również o jej zdrowie, czasem stosując dość radykalne metody (jak mówi jedna z anegdot, dla celów leczniczych podał jej kawałek własnego ciała do zjedzenia). Zajmował się także zaspokajaniem seksualnych potrzeb monarchini (wyszukiwał i dostarczał do apartamentów urodziwych mężczyzn). Jego osobisty stosunek do władczyni odzwierciedla ukute przez niego określenie "Czcigodna Budda", które jej bardzo przypadło do gustu. Korzystając ze swojej pozycji, zbił ogromną fortunę. Załatwiał stanowiska i zwolnienia z więzień za sumy sięgające 100 tysięcy liangów. Otrzymywał znaczne kwoty z okazji różnych uroczystości państwowych (np. ślubu Guangxu z Longyu w 1889).
W 1991 Tian Zhuangzhuang nakręcił film Li Lianying: cesarski eunuch, opowiadający o życiu Li.